# Талдысай (Айтекебийский район)
Талдысай (каз. Талдысай) — село в Айтекебийском районе Актюбинской области Казахстана. Входит в состав Комсомольского сельского округа. Код КАТО — 153430500.

## Население
В 1999 году население села составляло 1732 человека (860 мужчин и 872 женщины). По данным переписи 2009 года, в селе проживало 1646 человек (783 мужчины и 863 женщины).